# حسين الشافعي
حسين محمود حسن الشافعي (8 فبراير 1918 - 18 نوفمبر 2005)، عسكري وسياسي مصري، وأحد أعضاء حركة الضباط الأحرار ونائب رئيس جمهورية مصر العربية بالفترة من 1963 إلى 1975.

## ولادته ونشأته
ولد حسين الشافعي في 8 فبراير عام 1918 في مدينة طنطا بمصر. كان والده يعمل مهندساً في بلدية طنطا ثم المنصورة، وجده حسن الشافعي فقد كان عمدة قرية كفر طه شبرا مركز قويسنا في المنوفية. أما جده لوالدته، مصطفى العزيزي، فقد كان عمدة مدينة طنطا. تلقى الشافعي تعليمه في مدرسة الفرير الفرنسية وكانت تُسمَّى باسم القديس لويس لمدة ثلاث سنوات، ثم انتقل إلى المدرسة الأميرية وهي مدرسة القاصد الابتدائية في طنطا التي دخلها عام 1926م. استمر في تعليمه الثانوي في المدرسة الثانوية في طنطا، لكنه أتم تعليمه الثانوي من مدرسة المنصورة الثانوية عام 1934. ينتمي حسين الشافعي إلى أسرة متماسكة إلى حد بعيد، وكان يربطها قيم واحترام متبادل لدرجة عميقة.

## الخدمة العسكرية
التحق حسين الشافعي بالكلية الحربية عام 1936، وكانت هذه الحادثة باكورة سخطه على الوجود البريطاني في مصر، حيث كان (تيت بيه) و(سُوربرن بيه) الإنكليزيين من ضمن لجنة كشف الهيئة، وقد كان عبد المنعم رياض من ضمن دفعة الشافعي، أما جمال عبد الناصر فقد التحق بالكلية الحربية في الدفعة التي تليها. وهناك تعرف الرجلان عام 1937 خلال دراستهما في الكلية الحربية. كما تعرف أيضاً على زكريا محيي الدين وأنور السادات. سافر إلى إنجلترا لمدة ثلاثة أشهر قبيل تخرجه من الكلية الحربية عام 1939م، وهو ذات العام الذي اندلعت فيه الحرب العالمية الثانية، حيث التحق بسلاح الفرسان (السواري آنذاك) وبقي فيه حتى قيام الثورة.

## معارك فلسطين
عندما قامت حرب فلسطين عام 1948م، كان حسين الشافعي منتدباً في الإدارة العامة للجيش. أثناء هذه الحرب حوصرت قوات مصرية في الفالوجة، وكان جمال عبد الناصر ومعروف الحضري (الذي قام بنقل المؤن الي القوات المصرية خلال الحصار) وضباط آخرون ضمن هذا الحصار. وتوسعت علاقة الشافعي مع العديد من الضباط من خلال وجوده في إدارة الجيش مسؤولاً عن الضباط وتنقلاتهم. وهناك، وعلى إثر نتائج الحرب فقد بدأ الشعور بالغليان بين ضباط الجيش.

## تنظيم الضباط الأحرار
بدأت علاقة الشافعي بتنظيم الضباط الأحرار باللقاء العرضي الذي حدث في الأسبوع الأول من شهر سبتمبر عام 1951م في إدارة الجيش مع جمال عبد الناصر الذي كان يمرُّ على إدارة الجيش، التقى الرجلان على السلم الخارجي، ولم يكن الشافعي على يقين أن عبد الناصر على رأس التنظيم، ولكنه تكلم إليه على أنه أحد الضباط الأحرار، ودار الحديث عن الوضع الذي لا يحسدون عليه والتي آلت إليه الأمور. أخذ عبد الناصر يسمع كلام الشافعي دون أي تعليق، ولكن في نفس اليوم زار الشافعي كل من ثروت عكاشة وعثمان فوزي وأبلغوه بمسؤوليته عن قيادة سلاح الفرسان لحساب الثورة بمدرعاته، ودباباته، وعرباته المدرعة. أُنهي انتداب الشافعي في إدارة الجيش يوم 20 أكتوبر 1951، عاد بعدها لسلاح الفرسان وبدأ مباشرة بتجنيد الكثيرين لصالح الثورة، حيث تولى قيادة الكتيبة الأولى للمدرعات التي أطاحت بالملكية ليلة الثالث والعشرين يوليو 1952.

## العمل الرسمي
شغل الشافعي منصب وزير الحربية في 1954، وانتقل بعدها بعام ليصبح وزيراً للشؤون الاجتماعية، وكان له أثر كبير في إدخال نظام التأمين الاجتماعي وإطلاق برامج "معونة الشتاء" و"قطار الرحمة" التي ساعدت الفقراء في مصر. ثم عمل وزيراً للتخطيط، حتى تولى في 1961 وزارة شؤون الأزهر. وفي هذه الأثناء، شارك في المفاوضات التي سبقت إعلان الوحدة بين مصر وسوريا في فبراير 1958.
في عام 1963، إختاره عبد الناصر لمنصب نائب رئيس الجمهورية، وقد كان الشافعي عضواً في المحكمة التي حاكمت زعيم الإخوان المسلمين سيد قطب في منتصف الستينات. في عام 1967 تولى رئاسة محكمة الثورة، التي حاكمت الضباط الذين إنضموا إلى التمرد الذي قاده وزير الحربية المصري المشير عبد الحكيم عامر بعيد هزيمة حزيران-يونيو 1967 والذي استمر قرابة الشهرين. ظل الشافعي نائباً لرئيس الجمهورية، لكن عبد الناصر عين في 1969 أنور السادات نائباً أول للرئيس. وعندما تولى أنور السادات رئاسة الجمهورية عام 1970، أبقى على الشافعي نائباً أول له حتى عام 1974.

## وفاته
توفي حسين الشافعي في يوم الجمعة 18 نوفمبر 2005 عن عمر يناهز 87 عاماً.

## روابط خارجية
- حسين الشافعي على موقع مونزينجر (الألمانية)
- حسين الشافعي على موقع أوليمبيديا (الإنجليزية)